# Il Saraceno
Il Saraceno è un'opera in quattro atti di Cezar' Antonovič Kjui. 

## Storia della composizione
L'opera fu composta tra il 1896 e il 1898. Il libretto fu scritto dal compositore e da Vladimir Stasov, basandosi sul dramma di Alexandre Dumas padre Charles VII chez ses grands vassaux. La prima rappresentazione dell'opera ebbe luogo il 2 (14) novembre 1899 al teatro Mariinskij di San Pietroburgo, con Eduard Francevič Napravnik alla direzione. In seguito fu messa in scena al teatro Solodvnikov di Mosca nel 1902, ma non è mai entrata nel repertorio operistico standard.
Il Saraceno può essere visto come un seguito dell'opera di Čajkovskij La Pulzella d'Orléans, in quanto narra eventi successivi che riguardano il medesimo re di Francia. In quest'opera Kjui fece il primo tentativo di scrivere ogni atto senza indicazioni per dividerlo in scene, alla maniera di Richard Wagner. 

## Trama
L'azione ha luogo in Francia all'inizio del XV secolo, nel castello del conte Savoisy.

### Atto I
Un coro di arcieri si diverte mentre il conte è assente. Quando André mostra a tutti il cervo che ha appena ucciso, Yaqoub racconta di come da ragazzo in Egitto abbia ucciso un leone che stava attaccando la mandria di suo padre. Entra Raymond, che ricorda a Yaqoub di avergli salvato la vita e presenta una lettera di papa Benedetto XIII, al che tutti tranne Yaqoub si fanno il segno della croce. Gli auguri di morte nei suoi confronti fanno entrare Bérengère, che fa uscire tutti tranne Yaqoub, al quale chiede che problemi ci siano. Yaqoub le racconta com'era la sua vita prima di essere fatto prigioniero da Raymond e la donna gli racconta di come le sue sofferenze siano più grandi di quelle del Saraceno. Yaqoub la vede come un angelo consolatore, e promette di uccidere chiunque la renda infelice. Il cappellano entra con il popolo per pregare affinché Savoisy abbia un erede e legge l'episodio biblico di Abramo, Sara e Agar. Mentre pregano, Raymond ordina a Yaqoub di inchinarsi: al suo rifiuto ne nasce una colluttazione in cui Yaqoub uccide Raymond con una spada. Giunge il conte che ordina che Yaqoub sia messo a processo, mentre il cappellano prega per Raymond.

### Atto II
Il cappellano spiega a Bérengère che il suo matrimonio con il conte è stato annullato per decreto papale, e che se ne dovrà andare in convento. Bérengère esce. Dopo essersi assicurato che il cappellano ha preso a cuore il problema, Savoisy ragiona che il suo divorzio è necessario per dare un erede alla Francia. Quando la corte entra per il processo a Yaqoub, un paggio annuncia che il re Carlo VII sta arrivando, cosa che darà la possibilità di tenere il processo alla sua presenza. Dopo l'ingresso del re e Agnès, Yaqoub si difende dicendo di essere stato privato della sua libertà. Savoisy pronuncia una sentenza di morte, ma il re interviene e perdona Yaqoub. Il re poi manda via tutti eccetto Savoisy. Ne emerge che il re è venuto per una battuta di caccia. Quando Agnès chiama il re per andare a dormire, Savoisy, da solo, sta di guardia.

### Atto III
La mattina seguente, Savoisy, sempre di guardia, spera che ci siano notizie di vittoria per la Francia, così che il re agisca. Esce, mentre il re e Agnès salutano il nuovo giorno. Fuori si sentono dei rumori. Entra Savoisy e cerca di richiamare il re ai suoi doveri, ma quest'ultimo decide di andare a caccia ed esce. Savoisy trattiene Agnès e la convince di essere la causa della distrazione del re dai suoi doveri verso la Francia. La battuta di caccia è pronta. Il re entra, e apprende da Dunois che i suoi comandanti sono stati catturati. Entra Agnès e dice al re che non si sta comportando come un sovrano responsabile, e che lei si unirà al vincitore della guerra; allora il re torna in sé e chiama tutti alla battaglia.

### Atto IV
Bérengère è sola, sofferente. Savoisy è sorpreso di trovarla; la contessa implora perdono, ma il conte ribatte che è troppo tardi. Maledicendolo, Bérengère esce e si prepara alla partenza. Yaqoub, avendo deciso di fidarsi ancora del conte, entra. Questi ordina al cappellano di portare la sua ex-moglie in convento e di tornare immediatamente per la celebrazione del suo matrimonio con Isabelle, poi esce. Dopo che una donna camuffata da Bérengère se ne va con il cappellano, la stessa Bérengère entra e spaventa Yaqoub, che la informa delle nozze imminenti. Bérengère rifiuta di crederci, finché non arriva Isabelle che viene accolta dal conte. Bérengère ricorda a Yaqoub la sua promessa di uccidere chi la tormenta. All'inizio egli rifiuta di uccidere Savoisy, perché lo ha salvato nel deserto in Egitto, ma quando Bérengère gli dice che Savoisy avrà il suo amore finché sarà in vita, si decide ad ucciderlo. Un coro canta il Gloria Patri. Dopo la cerimonia Savoisy e Isabelle si dirigono verso la camera da letto, seguiti da Yaqoub. Savoisy è pugnalato fuori scena e grida, mentre Bérengère beve del veleno. Quando Yaqoub esce dalla camera, seguito da Savoisy ferito, Bérengère si prende la colpa dell'assassinio del marito. Il conte muore e Yaqoub supplica Bérengère di fuggire con lui, ma anch'ella muore: il Saraceno rimane solo e disperato per il delitto che ha commesso.